# 洋江镇
洋江镇，是中国江西省新余市分宜县所辖的一个镇。

## 行政区划
现辖：
洋江村、车田村、巷口村、前江村、山田村、长塘村、纽村、礼台村、辑睦桥村和杨潭村。